# Quelli di Sanremo
Quelli di Sanremo erano un complesso musicale in attività dal 1986 al 1990, composto da Nilla Pizzi, Carla Boni, Gino Latilla e Giorgio Consolini.

## Storia del gruppo
I quattro cantanti, molto noti a partire dagli anni quaranta e cinquanta, decisero di unirsi nel 1986 per realizzare spettacoli teatrali, concerti e feste di piazza. Il quartetto restò attivo dal 1986 al 1990.
Nel 1987 pubblicarono anche un album, intitolato appunto Quelli di Sanremo, con tre medley di brani noti e sette inediti, tra cui Quattro come noi, eseguito dai quattro insieme mentre gli altri sono eseguiti singolarmente.
Nel 1988 pubblicarono una musicassetta intitolata Quelli di Sanremo contenente alcuni classici motivi dei quattro cantanti singolarmente poi Un giorno all'italiana e Vecchio scarpone cantate dai quattro insieme.
Il gruppo fece anche alcune apparizioni televisive sia su emittenti locali che nazionali. Parteciparono anche a Ieri, Goggi e domani e Via Teulada 66 programmi condotti da Loretta Goggi.
Nel 1990 i quattro interpreti proseguirono con le loro attività da solisti.
La Boni morì nel 2009, Latilla e la Pizzi nel 2011 e Consolini nel 2012.

## Discografia

### Album
- 1987 - Quelli di Sanremo (Fonit Cetra, PM 738)
- 1988 - Quelli di Sanremo (Bebas Record, SMC 145)